# Jean-François Colson
Pour les articles homonymes, voir Colson.
Jean-François Colson, ou Jean-François-Gille Colson, né à Dijon le 2 mars 1733, mort à Paris le 1er mars 1803, est un peintre, architecte et sculpteur français.
Il est le frère de l'acteur Jean-Claude-Gille Colson, dit Bellecour.

## Biographie
Jean-François Colson est le fils du miniaturiste et pastelliste Jean-Baptiste Gille, dit « Colson », et de Marthe Duchange, fille du graveur Gaspard Duchange, mariés le 29 juin 1720.
Dès sa jeunesse, la géométrie, l'anatomie et surtout la perspective sont les études favorites de Jean-François Colson. Après des séjours de la famille à Avignon, ensuite à Grenoble, puis à Lyon, il entre chez le peintre Donat Nonnotte qui fait de lui un remarquable portraitiste. Il vient à Paris auprès de son frère Jean-Claude (né en 1724), comédien de théâtre connu sous le nom de Bellecour. Jean-François Colson cherche à s'initier aux lois des grandes compositions et aspire aux lauriers académiques. Mais son nom n'apparaît pas sur les listes des élèves admis à participer aux concours de l'Académie royale de peinture et de sculpture. Il continue cependant à peindre des portraits à l'huile ou au pastel.
Vers 1765 et 1766, il donne des cours de perspective élémentaire, théorique et pratique à l'usage des peintres, sculpteurs et architectes. Sa rencontre avec le duc de Bouillon va donner une nouvelle orientation à sa carrière. Le duc s'attache ses services avec le titre d'ordonnateur général des bâtiments et académies du duché de Bouillon. Jean-François Colson devient en 1771 le peintre officiel du duc de Bouillon et le demeure pendant trente ans. En 1772, il est chargé de l'embellissement du château de Navarre, résidence du duc de Bouillon située à proximité d'Évreux, en tant que sculpteur et ingénieur pour les jardins à l'anglaise.
La Révolution modifia la situation de Jean-François Colson. Navarre, terre seigneuriale, alla à d'autres destins. Colson abandonna le logis familial de la rue du Petit-Bourbon, où sa mère était morte le 20 mars 1778, et son frère, Bellecour, le 19 novembre suivant. Il participa aux Salons libres de 1793, 1795 et 1799. L'exercice de la peinture ne l'absorbait pas entièrement. Il philosopha, calcula, enseigna. En 1797, il ouvre un cours de perspective au Lycée des arts. Lettré, il était membre de l'Académie de Dijon, de l'Athénée des arts et de la Société des sciences, lettres et arts de Paris.
Il est l'auteur d'Observations sur les ouvrages exposés au sallon du Louvre ou Lettre à M le comte de ***, 1775 (lire en ligne)

## Œuvres
- Le Repos, 1759, huile sur toile, 93 x 73 cm (tableau en pendant avec L'Action), Musée des beaux-arts de Dijon[2],[3],[4],[5],[6],[7]
- L'Action, v. 1759, huile sur toile, 78.8 x 73.3 cm (tableau en pendant avec Le Repos), Musée des beaux-arts de Dijon[8]
- Portrait de Madame Véron de Forbonnais, 1760, huile sur toile, 65 x 54 cm, Musée des beaux-arts de Dijon[9]
- Portrait de François Véron de Forbonnais, 1760, huile sur toile, 65 x 54 cm, Musée des beaux-arts de Dijon[10]
- Portait d'homme, grand-croix de l'ordre de Saint-Louis, 1763, huile sur toile, 73 x 59 cm, Musée national Magnin à Dijon[11]
- Portrait de Samuel Foote, 1769, huile sur toile, Londres, National Portrait Gallery[12]
- Portrait de peintre, v. 1770, huile sur toile, 80 x 64.7 cm, Musée des beaux-arts de Dijon[13]
- Portrait de la comtesse de Pire, née Hélène Marie Eon du Vieux-Chatel, 1774, huile sur toile, 72,5 x 58,5 cm, Musée des Beaux-Arts de Rennes[14]
- Portrait de la comtesse de Pire, née Hélène Marie Eon du Vieux-Chatel, 1774 (autre version), huile sur toile, 72,5 x 58,5 cm, Musée des Beaux-Arts de Rennes[15]
- Portrait de Godefroy Charles Henri de La Tour d'Auvergne, duc de Bouillon, comte d'Évreux, 1775, huile sur toile, 64 × 53 cm, Musée d'Évreux[16]
- Portrait de la comtesse Hay de Bonteville née Olympe Marie de Rosnyvien de Pire, 1776, huile sur toile, 73 x 59 cm, Musée des Beaux-Arts de Rennes[17]
- Portrait de Balthazar Sage, 1777, huile sur toile, 100.5 x 81 cm, Musée des beaux-arts de Dijon[18]
- Portrait d'homme, 1777, huile sur toile, 55 x 45 cm, Musée du Louvre[19],[20]
- Portrait de Pierre Marie de Rosnyvinen de Pire (1738-1802), 1779, huile sur toile, 72 x 58 cm, Musée des Beaux-Arts de Rennes[21]
- Portrait d'homme (anciennement considéré comme le portrait de Métastase), 1786, huile sur toile, 64,4 x 48,2 cm, Musée des Beaux-Arts de Chambéry[22]
- Portrait d'Hélène Vassel, 1787, huile sur toile, 55 x 45 cm, Musée Auguste Grasset à Varzy[23]
- Portrait de femme (autrefois identifiée comme Mme Geoffrin), 1787, huile sur toile, 70,5 x 60 cm, Musée Carnavalet[24]
- Portrait de femme, 1787, huile sur toile, 65 x 54 cm, Musée Carnavalet[25]
- Le Portrait de Desaide, musicien, présentée au Salon de 1793[26]
- Le Portrait de la Cit[oyenne] Lange, dans le rôle qu’elle joue dans la pièce de l’Isle déserte, 1792, huile sur toile, 74 x 92 cm, Comédie française[27],[28] présentée au Salon de 1793[29]
- Le Portrait du citoyen Colson, père [père de l’artiste], présentée au Salon de 1793[30]
- Le Portrait du Cit[oyen] Monet, ancien Directeur de l’Opéra, présentée au Salon de 1793[31]
- Mademoiselle d’Entier, présenté au Salon de 1793[32]
- La Citoyenne Beaunoir, peinte avec les Attributs de Thalie, présentée au Salon de 1795[33]
- Le C[itoyen] Turpin, Historiographe, présentée au Salon de 1795[34]

Dates non documentées
- Portrait du père de l'artiste, fin du XVIIIe siècle (peut-être présenté au Salon de 1793[30]), huile sur toile, 92 x 73 cm, Musée des beaux-arts de Dijon[35]
- Portrait d'homme avec son chien, XVIIIe siècle, 66 x 56 cm, Musée d'art et d'histoire de Cholet[36]
- Portrait présumé de Charles François Pannard (1686-1765), collection privée[37]
- Portrait de Jean-Nicolas Servandoni, huile sur toile, 100 x 65 cm, Paris, musée Carnavalet [38],[39]
- Jeune liseuse, huile sur toile, 58 x 48 cm, château de Morlanne[40],[41]
- Portrait de Guillaume Marie de Rosnyvinen de Pire (1713-1796), huile sur toile, 80 x 65 cm, musée des Beaux-Arts de Rennes[42]
- Portrait de femme âgée, dessin, 27 x 21 cm, Paris, Musée Carnavalet[43]
- Portrait de Gabriel-François Coyer, gravure de Philippe Trière d'après Jean-François Colson, Château de Versailles
- Portrait de Balthazar Sage, huile sur toile, 135 x 95 cm, don au Musée de Chartres le 9 novembre 1897 (n° inv.6570), déposé à l'Ecole des mines de Paris le 17 janvier 1948[44]

## Galerie

Œuvres de Jean-François Colson
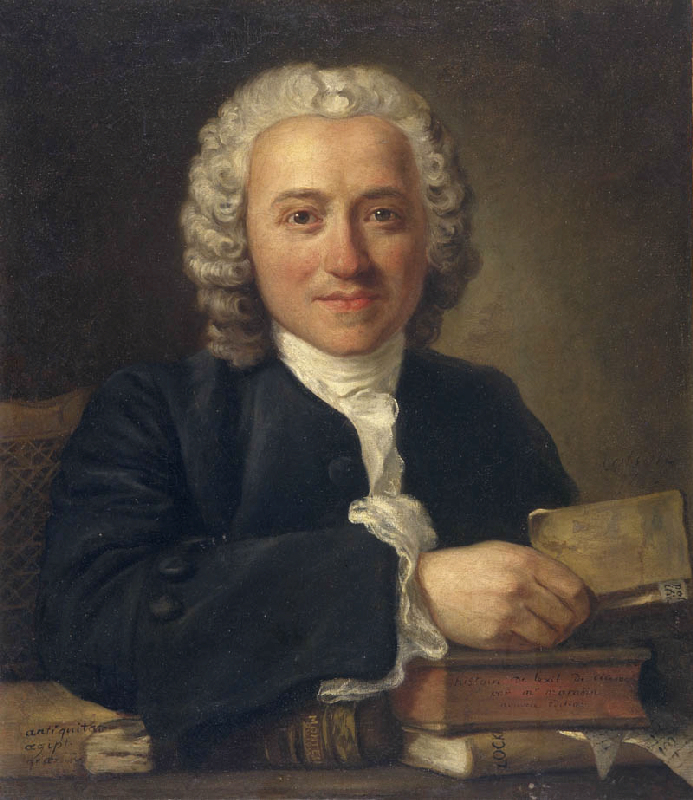
François Véron de Forbonnais, 1760, Musée des Beaux-Arts de Dijon
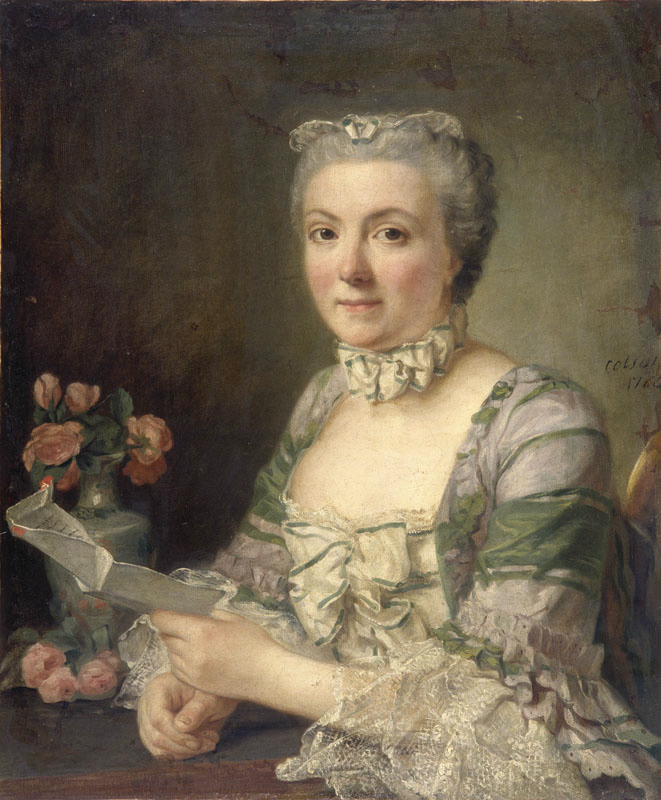
Madame Véron de Forbonnais, 1760, Musée des Beaux-Arts de Dijon
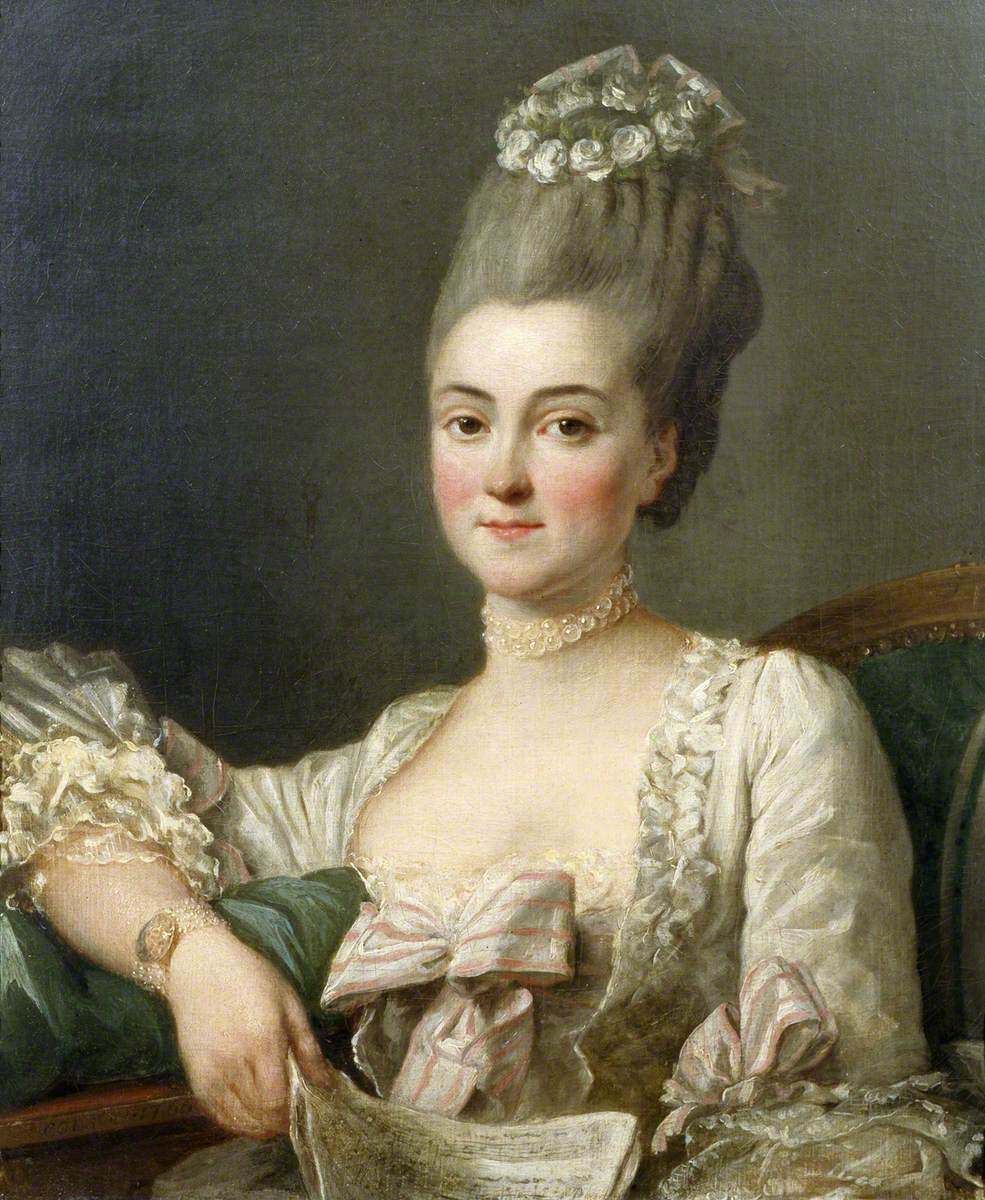
Portrait of a Lady, 1766, Brighton Museum
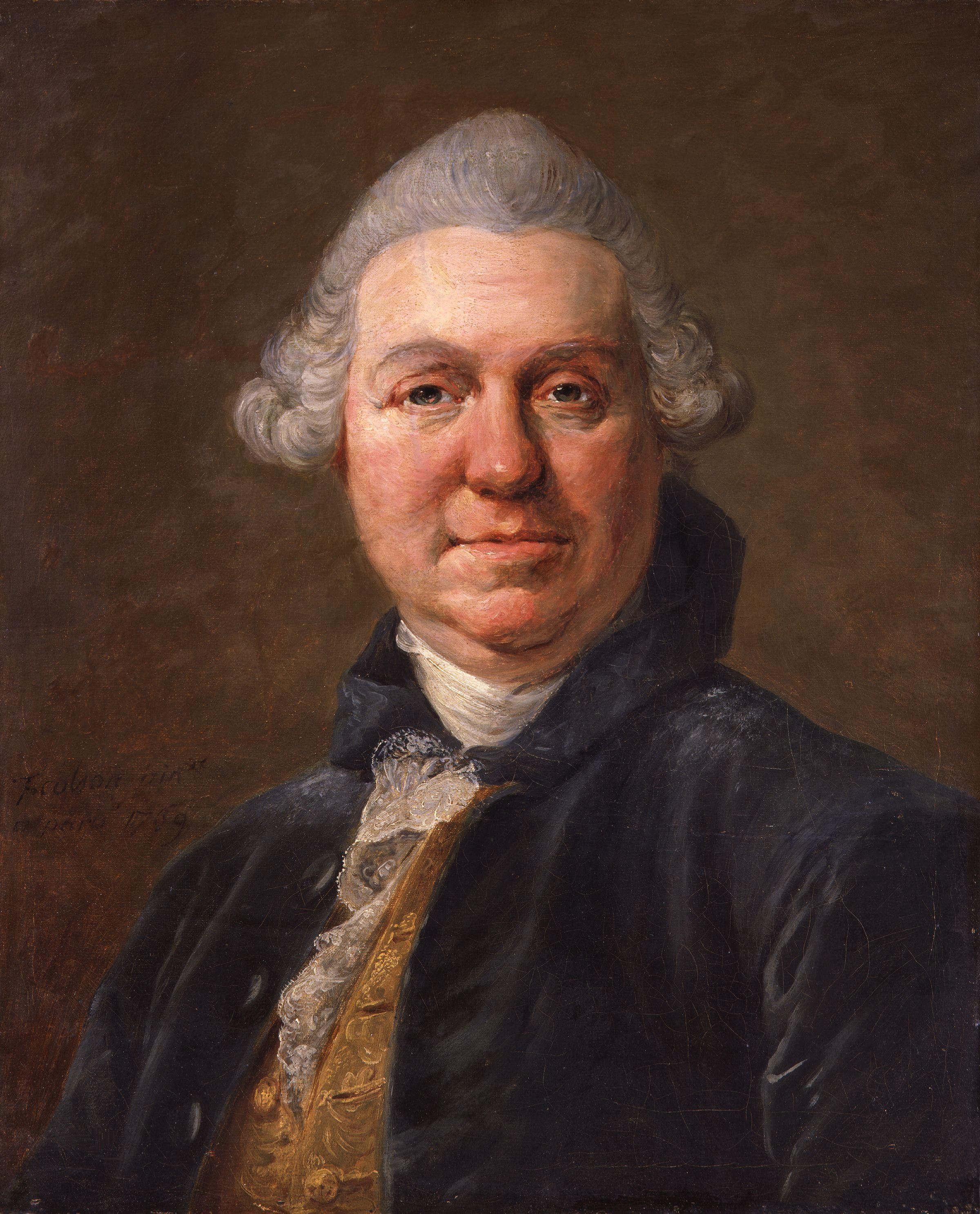
Portrait de Samuel Foote (1769), Londres, National Portrait Gallery.
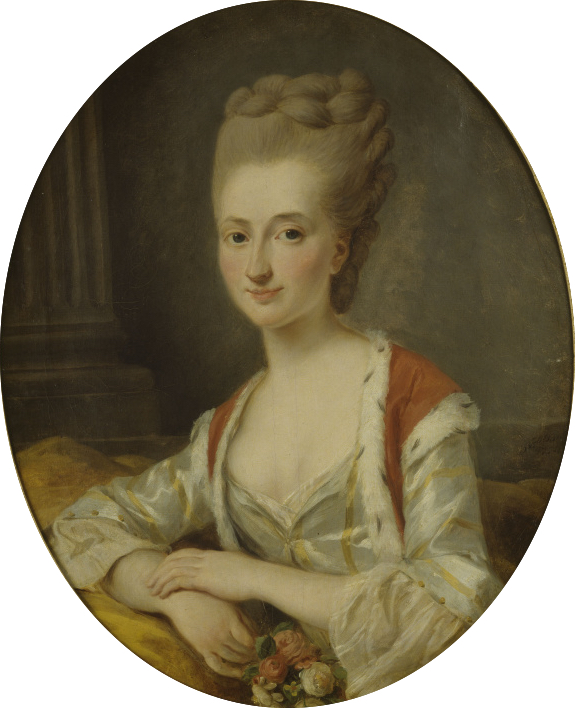
Portrait de la comtesse de Rosnyvinen de Piré, née Hélène Marie Eon du Vieux-Chatel, 1774, Musée des Beaux-Arts de Rennes
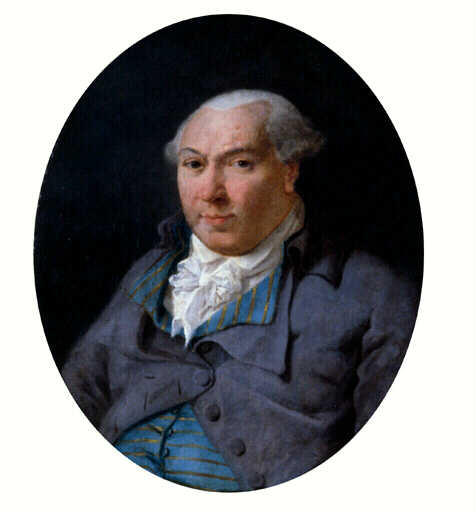
Godefroy Charles Henri de La Tour d'Auvergne 1775, musée d'Évreux
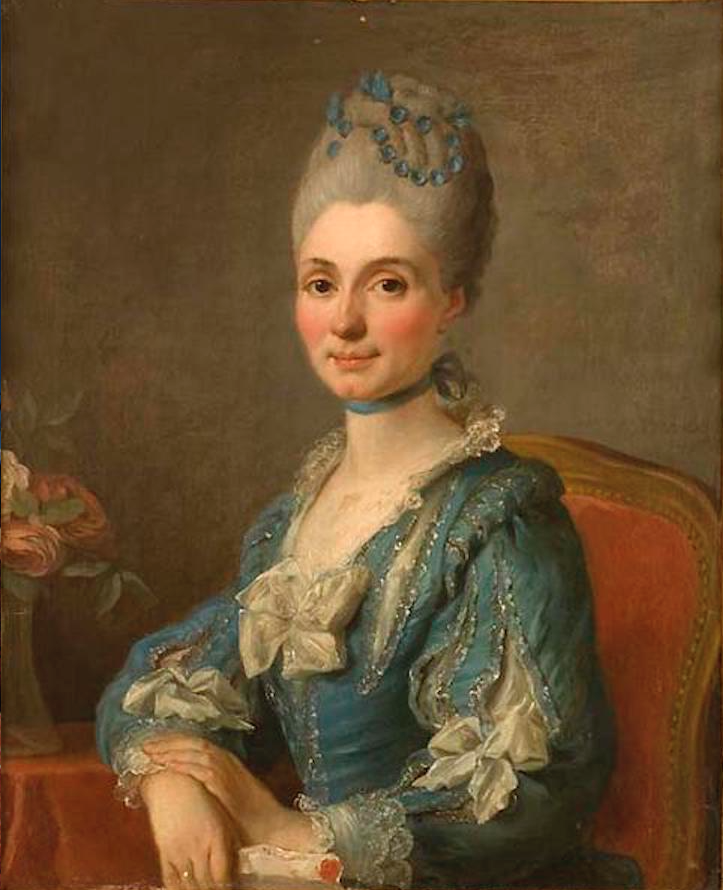
Olympe Marie Hay de Bonteville, née Olympe Marie de Rosnyvinen de Pire, 1776, Musée des Beaux-Arts de Rennes
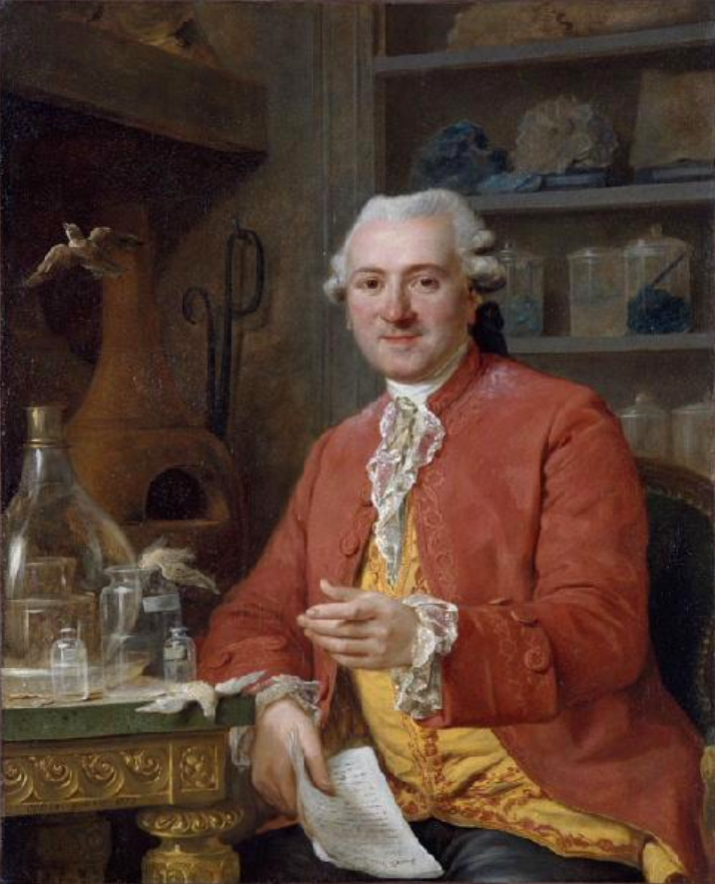
Portrait de Balthazar Sage, 1777, Musée des Beaux-Arts de Dijon
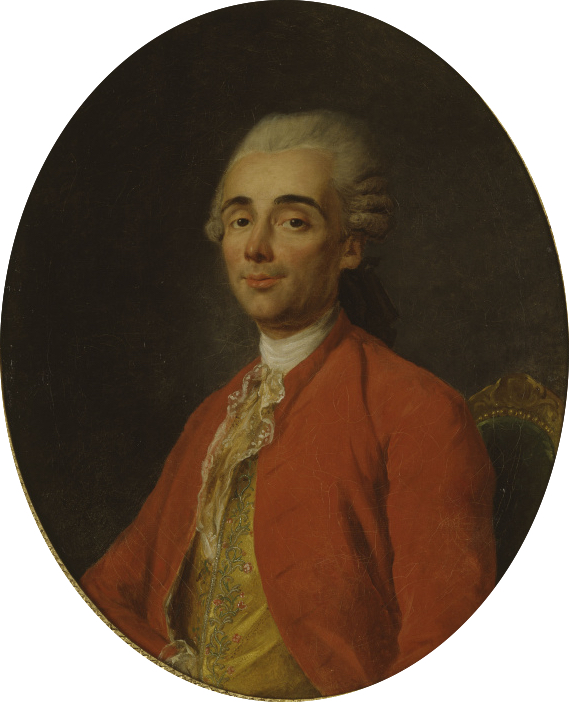
Portrait Pierre Marie de Rosnyvinen de Piré (1738-1802), 1779, musée des Beaux-Arts de Rennes
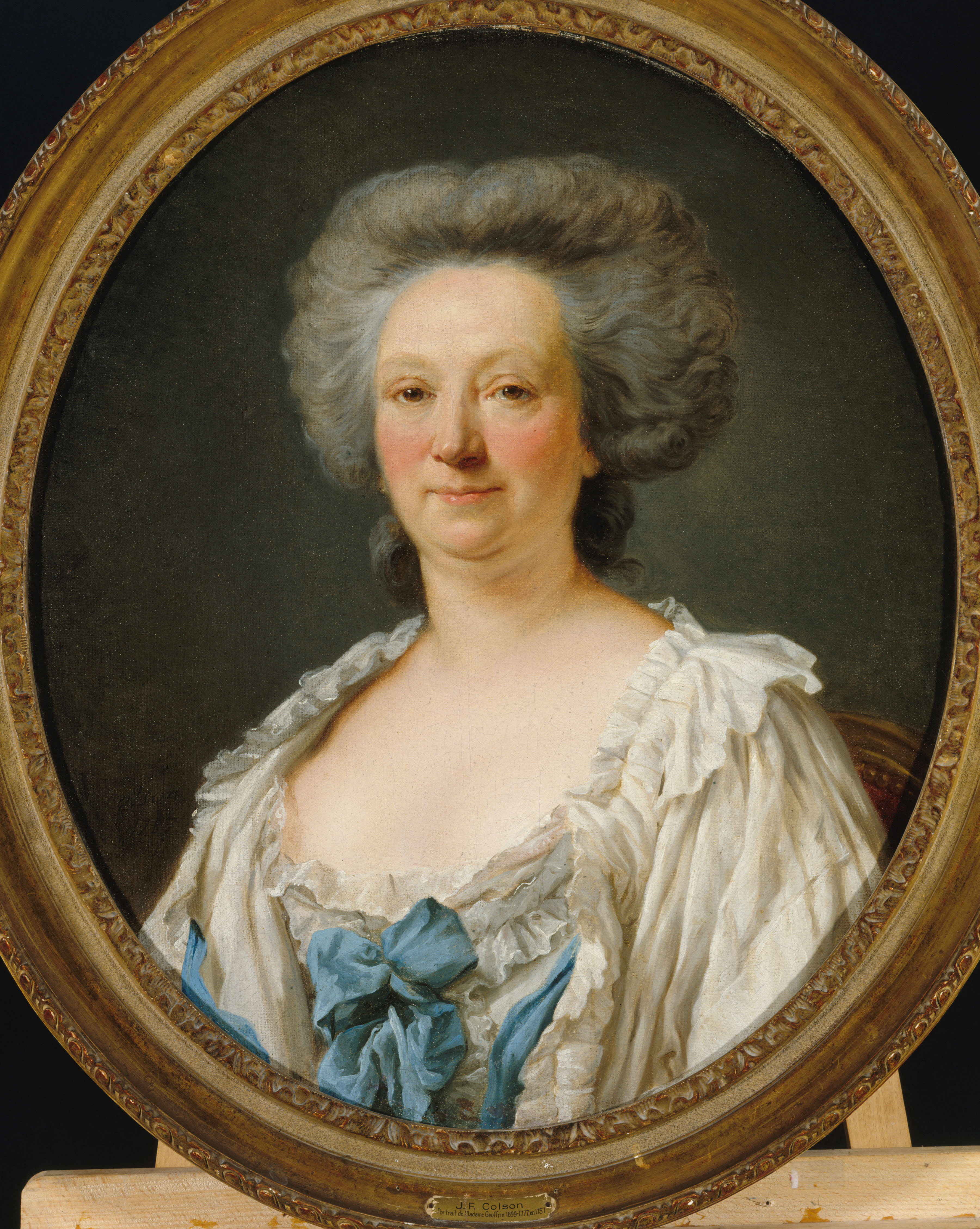
Portrait de femme autrefois identifiée comme Mme Geoffrin, 1787, Musée Carnavalet
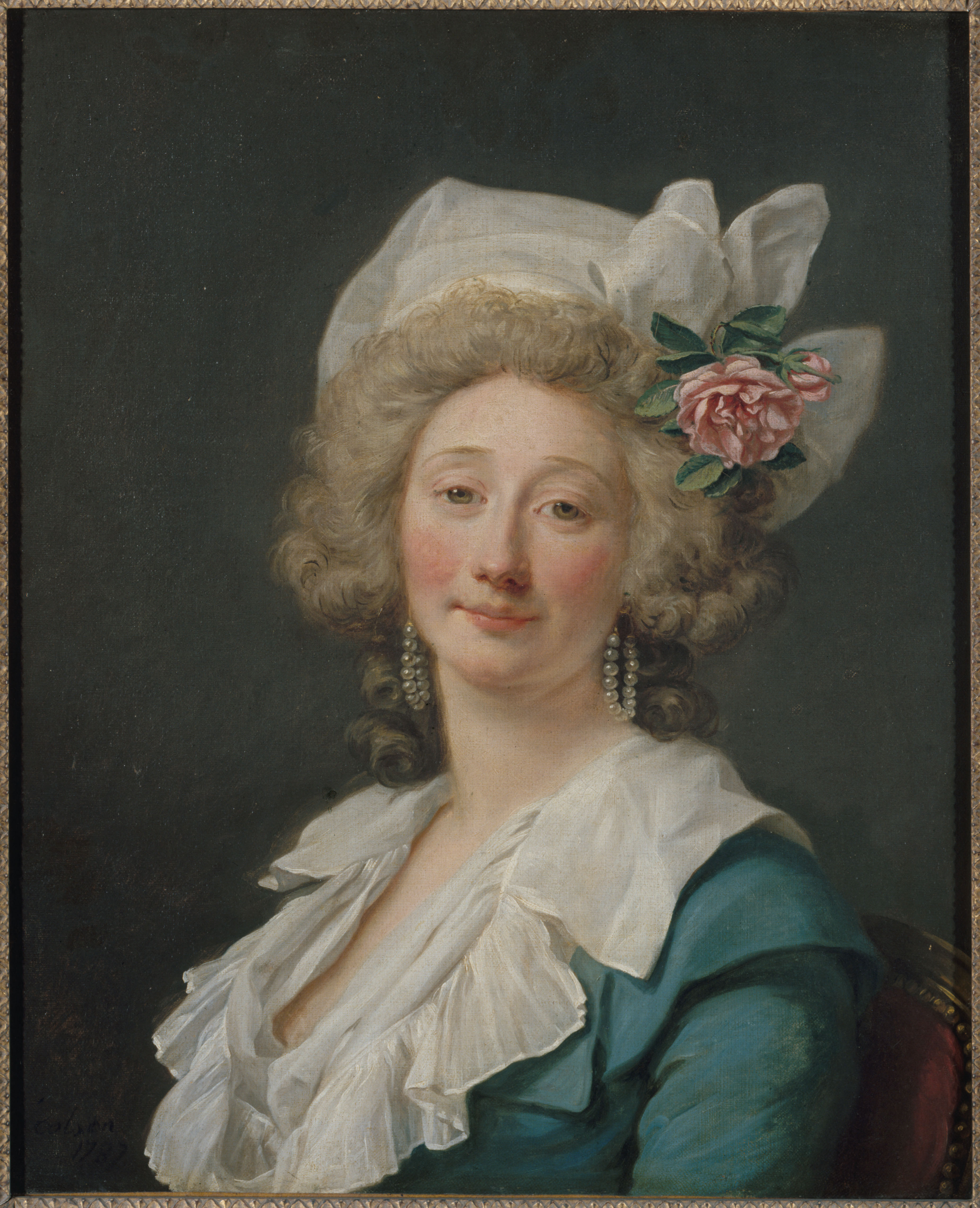
Portrait de femme, 1787, Musée Carnavalet
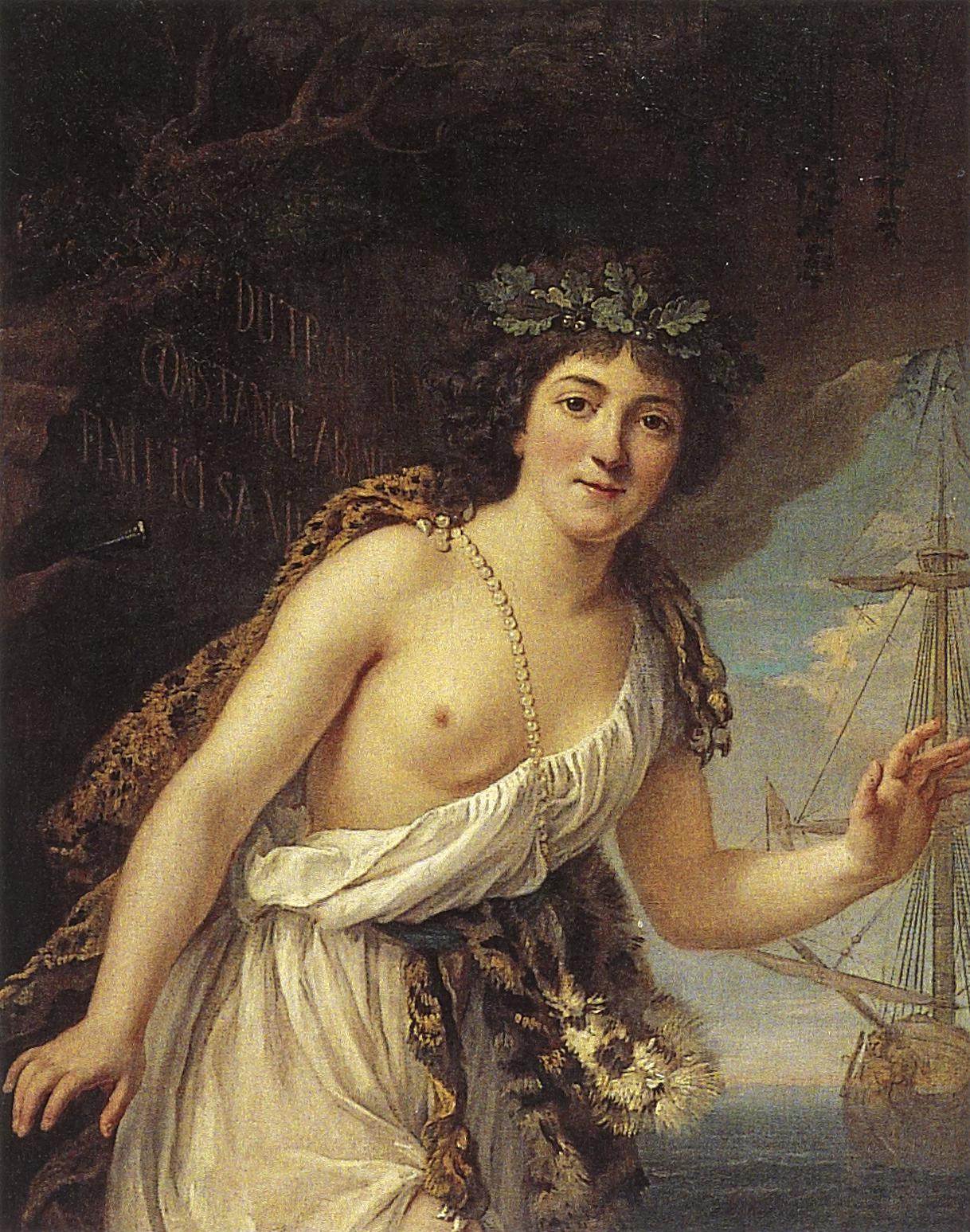
Le Portrait de la Cit[oyenne] Lange, dans le rôle qu’elle joue dans la pièce de l’Isle déserte, 1793
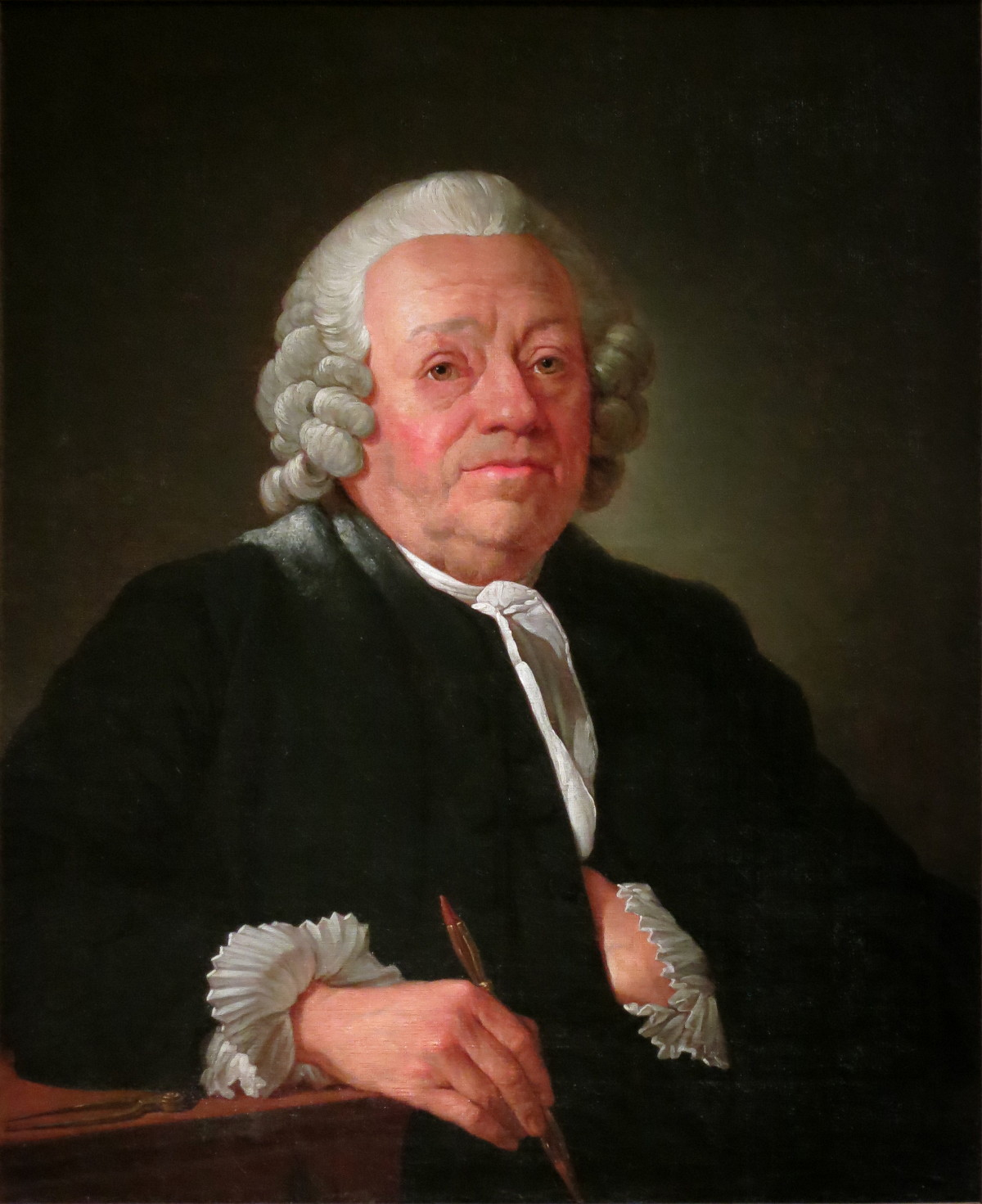
Jean-Nicolas Servandoni Paris, musée Carnavalet
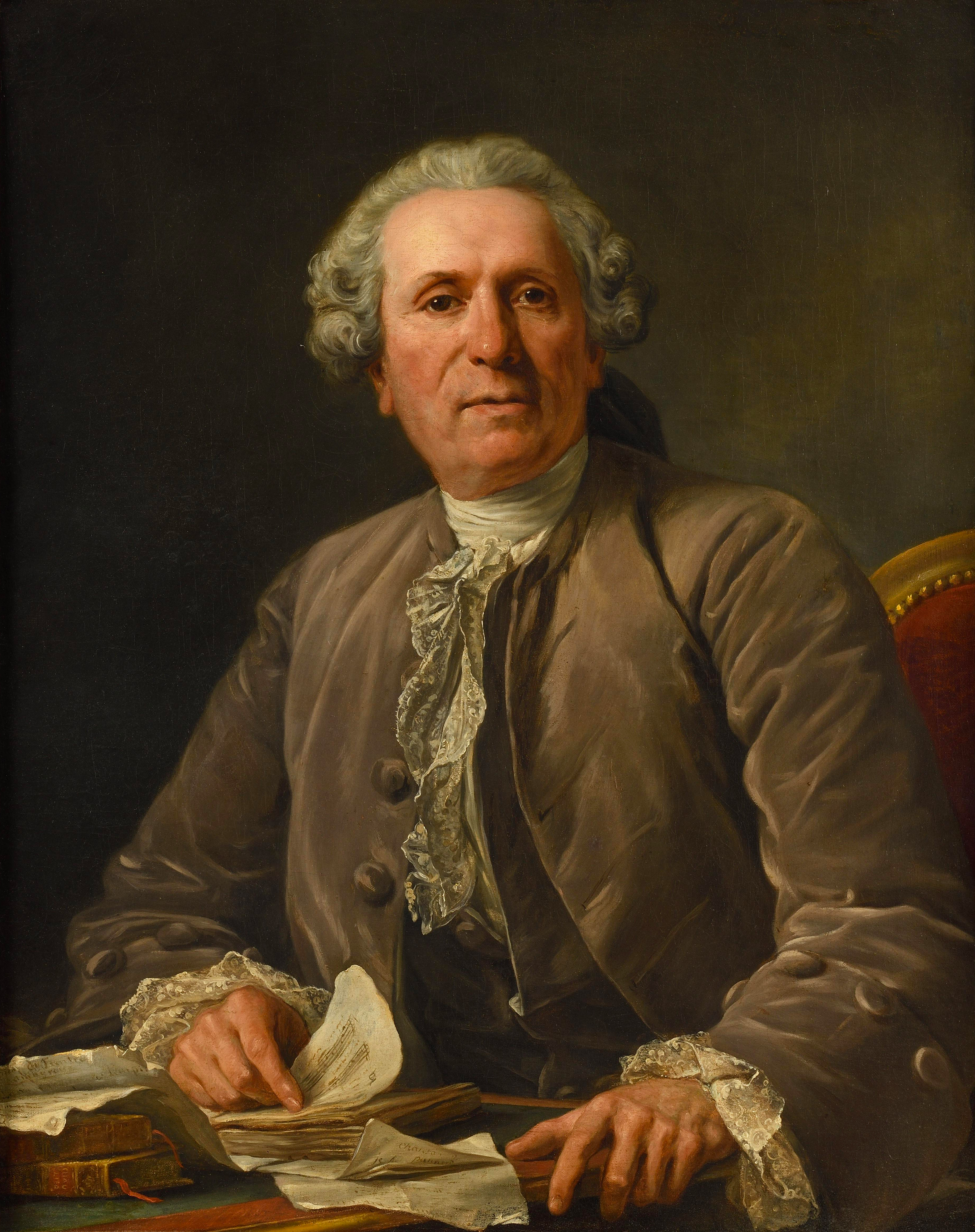
Portrait présumé de Charles François Panard (1689 - 1765), XVIIIe siècle, collection privée, Paris
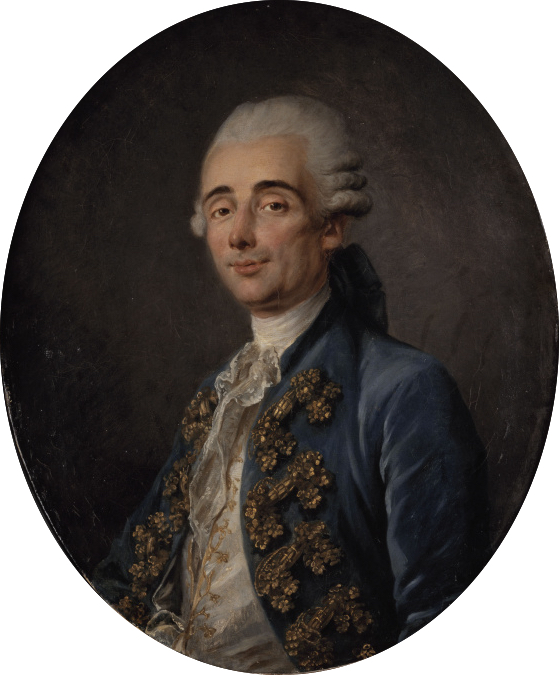
Portrait Pierre-Marie de Rosnyvinen de Piré (1738-1802), XVIIIe siècle, Musée des Beaux-Arts de Rennes
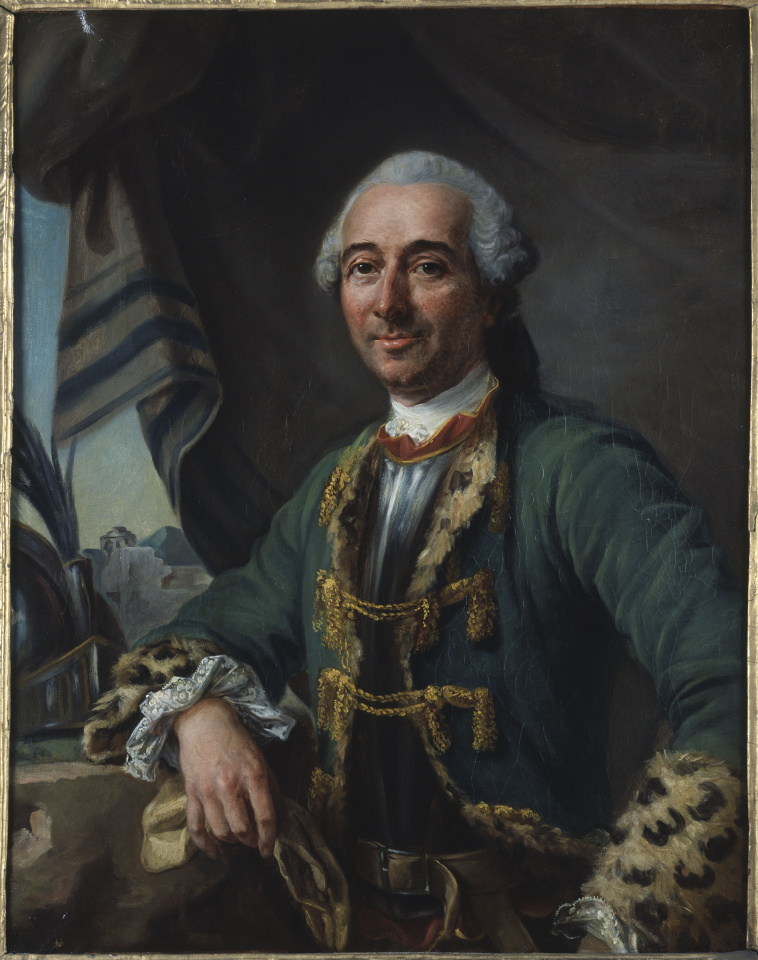
Portrait Guillaume-Marie de Rosnyvinen de Piré (1713-1796), XVIIIe siècle, Musée des Beaux-Arts de Rennes